# Porta Macedonia

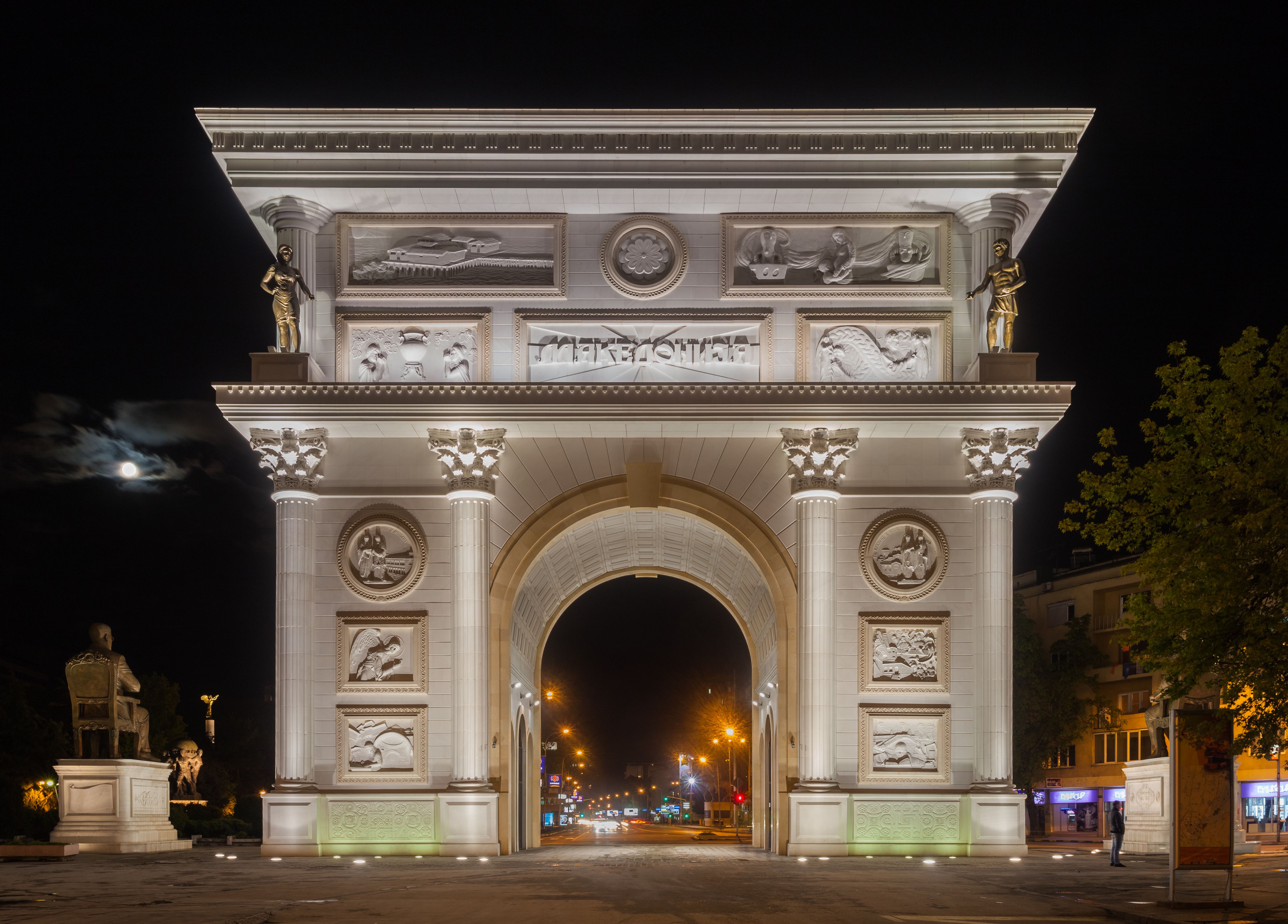
Triumfbågen Porta Macedonia i Skopje

Porta Macedonia är en triumfbåge i Nordmakedoniens huvudstad Skopje. Triumfbåden är 21 meter hög och står på Pellatorget i Skopje.
Triumfbågen ingick i projektet Skopje 2014. Byggandet av triumfbåden påbörjades under 2011 och den invigdes i januari 2012. Den restes upp för att uppmärksamma att landet hade varit självständigt i 20 år. Den yttre ytan täcks i av relief ristade i marmor som visar scener från Makedoniens historia. Den innehåller också rum invändigt samt hissar och trappor som även leder upp mot taket.
Den har fått kritik för den höga kostnaden att på ca 4,4 miljoner euro att uppföra den.